# Meropidia rufa
Meropidia rufa är en tvåvingeart som beskrevs av Thompson 1983. Meropidia rufa ingår i släktet Meropidia och familjen blomflugor.
Artens utbredningsområde är Ecuador. Inga underarter finns listade i Catalogue of Life.